# Dourd’hal
Dourd’hal (auch Dourdhal; deutsch Durchthal) ist ein dörflich geprägter Ortsteil von St. Avold, im Département Moselle in der Region Grand Est (bis 2015 Lothringen).

## Weblinks

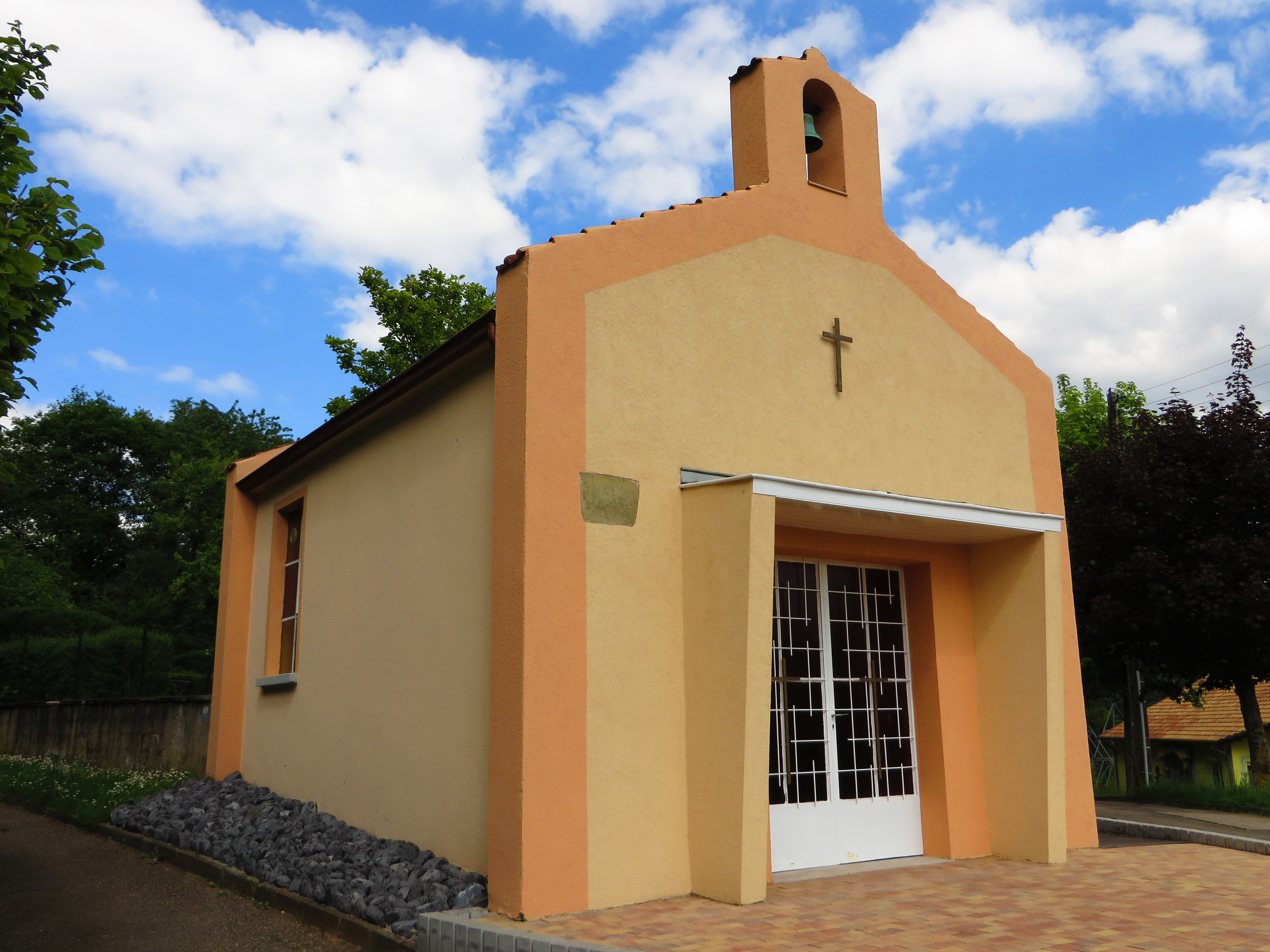
Kapelle Saint-Sébastien